# Élections générales espagnoles d'août 1872
Les élections générales espagnoles d'août 1872 sont les élections à Cortès célébrées en Espagne le 24 août 1872 pour élire les 391 sièges du Congrès des députés. Les élections sont remportées par le Parti radical-démocrate.

## Histoire
Le scrutin se tient au suffrage universel masculin, au cours du bref règne d'Amédée Ier.

## Résultats
| Parti ou groupe | Parti ou groupe                                     | Sièges | Différence     | Leader(s)                                             |
| --------------- | --------------------------------------------------- | ------ | -------------- | ----------------------------------------------------- |
|                 | Parti démocrate radical                             | 274    | 232            | Manuel Ruiz Zorrilla                                  |
|                 | Parti républicain démocratique fédéral              | 78     | 26             | Francisco Pi y Margall                                |
|                 | Parti constitutionnel et conservateurs indépendants | 14     | 222            | Práxedes Mateo Sagasta Francisco Serrano et Domínguez |
|                 | Alphonsins                                          | 9      | Nouveau groupe | Antonio Canovas del Castillo                          |
|                 | carlistes                                           | 3      | 35             | Cándido Nocedal                                       |
|                 | Républicains indépendants (« unitaristes »)         | 2      | Nouveau groupe |                                                       |
|                 | Indépendants                                        | 11     | 1              |                                                       |
| Total           | Total                                               | 391    |                |                                                       |